# Gretchen McCulloch
Gretchen McCulloch es una lingüista canadiense especializada en internet. En su blog y su podcast Lingthusiasm hace análisis lingüísticos sobre la comunicación en línea, como los memes de internet, los emojis y la mensajería instantánea. Es columnista de Wired y anteriormente lo fue de The Toast. En 2019 publicó un libro sobre la lingüística de internet, Because Internet: Understanding the New Rules of Language.

## Trayectoria
McCulloch tiene un máster en Lingüística por la Universidad McGill. Escribe principalmente sobre la lingüística de internet, un campo propuesto en un primer momento por David Crystal. En su blog suele hablar de tendencias en el uso de palabras, frases y emojis en comunicaciones en línea en inglés, y analiza desde el punto de vista lingüístico la comunicación por internet. Fue columnista del sitio web feminista The Toast, donde escribió un artículo analizando la gramática del doge. Este artículo recibió cierta repercusión, valiéndole a McCulloch una entrevista en BBC Radio 4 a cargo de Evan Davis.
En 2019, se publicó el primer libro de McCulloch, Because Internet: Understanding the New Rules of Language, editado por Riverhead Books. El libro explora la historia de la comunicación en línea en inglés y las tendencias lingüísticas que han emergido dentro de ella con los años, así como el efecto que este tipo de comunicación puede tener en la lengua inglesa globalmente. El libro recibió críticas favorables del periódico The New York Times y poco después de publicarse apareció en su lista de superventas.